# Spilosoma latipennis
Spilosoma latipennis är en fjärilsart som beskrevs av Richard Harper Stretch 1872. Spilosoma latipennis ingår i släktet Spilosoma och familjen björnspinnare. Inga underarter finns listade i Catalogue of Life.